# Sidonie von Sachsen

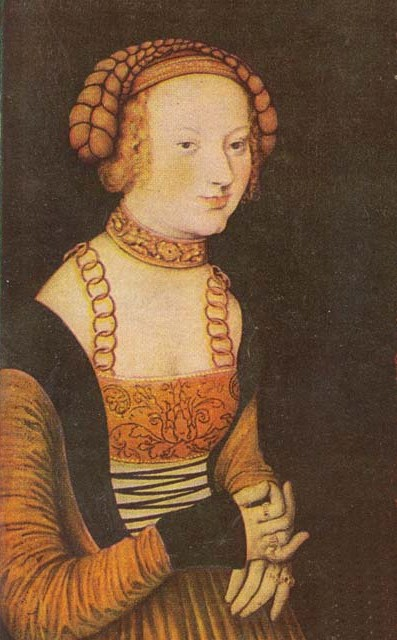
Retuschierter Ausschnitt aus einem Ölgemälde von Lucas Cranach d. Ä., etwa 1535

Sidonie (auch Sidonia) von Sachsen (* 8. März 1518 in Meißen; † 4. Januar 1575 in Weißenfels) war eine wettinische Prinzessin und durch Heirat Herzogin zu Braunschweig-Lüneburg und Fürstin von Calenberg-Göttingen.

## Leben

### Familie
Sidonie war eine Tochter des Herzogs Heinrich von Sachsen (1473–1541) aus dessen Ehe mit Katharina (1487–1561), Tochter des Herzogs Magnus II. von Mecklenburg. Ihre Brüder waren die sächsischen Kurfürsten Moritz und August, ihre Schwester Sibylle war seit 1540 Herzogin von Sachsen-Lauenburg und ihre Schwester Aemilia seit 1533 Markgräfin von Brandenburg-Ansbach.

### Ehe
Sidonie heiratete am 17. Mai 1545 den zehn Jahre jüngeren Herzog Erich II. zu Braunschweig-Lüneburg (1528–1584). Da die Ehe gegen den Willen der Eltern geschlossen wurde, wurden die Hochzeitsfeierlichkeiten ohne „Gepräng und Kosten“ im Welfenschloss Münden abgehalten. Am Anfang war sich das Paar äußerst zugeneigt. Um Sidonie heiraten zu können, hatte Erich eine seit seiner Kindheit bestehende Verlobung mit Agnes von Hessen aufgelöst. Bei den Eheverhandlungen am Hof in Kassel hatte er Sidonie kennengelernt. Landgraf Philipp von Hessen, der Vater der verlassenen Verlobten, prophezeite: „Es wird sich in dieser Ehe nach Endigung des Küssmonats noch allerlei zutragen.“
Zum Zeitpunkt der Eheschließung stand Erich II. noch unter der Regentschaft seiner Mutter Elisabeth von Brandenburg, die 1542 in seinem Herzogtum die Reformation eingeführt hatte. Zwei Jahre später, 1547, übernahm Herzog Erich die Regierung selbst und konvertierte wieder zum katholischen Glauben. Sidonie blieb, trotz aller Einwirkung ihres Gemahls, bei ihrem lutherischen Glauben. Auch Geldprobleme und die Kinderlosigkeit der Ehe führten schon bald zu einem äußerst unglücklichen Verlauf der Beziehung des Herzogspaares. Ab 1559/60 bezog Sidonie die Burg Hardegsen. 
Die Auseinandersetzungen gipfelten bei Sidonie in dem Verdacht, dass ihr Ehemann sie vergiften wollte. Ein Genueser hatte sich 1555 an Sidonies Bruder August gewandt und ihm mitgeteilt, dass Herzog Erich Gift bei ihm bestellt habe mit der Begründung, Erich „sei ein Christ und sein Weib wäre lutherisch, es sei besser, dass ein Weib zu Grunde ginge, als 20000 Menschen“. Erich wandte sich einer anderen Frau zu, mit der er 1563 auf Schloss Calenberg lebte. Sidonie wurde der Zugang zum Schloss verwehrt, was auch damit begründet war, dass sie drohte, „wenn sie auf das Haus komme, wolle sie der Hure die Nase abschneiden und ein Auge ausstechen“.

### Anklage wegen Zauberei
Ab 1564 befand sich Sidonie praktisch unter Hausarrest. Dagegen protestierte sie bei ihrem Bruder und beim Kaiser. August schickte Räte, die erfolglos um einen Ausgleich ersuchten. Herzog Erich erkrankte 1564 schwer und vermutete eine Vergiftung. Deswegen wurden vier Frauen der Zauberei verdächtigt und als Hexen in Neustadt am Rübenberge verbrannt. 1570 kam es durch Vermittlung des Kaisers, des Kurfürsten von Sachsen und des Herzogs Julius von Braunschweig zu einer Regelung der finanziellen Auseinandersetzungen zwischen den Eheleuten, bei der Sidonie auch Schloss Calenberg zugesichert wurde, die aber von Erich nicht eingehalten wurde.
Am 30. März 1572 berief Herzog Erich auf Schloss Landestrost in Neustadt einige seiner Räte, Adlige und Abgeordnete der Städte Hannover und Hameln, um ihnen Zeugnisse und Beweise vorzulegen, die Sidonie der Zauberei und des Anschlages auf das Leben des Herzogs bezichtigten und aus den unter der Folter durchgeführten Verhören der Hexerei verdächtiger Frauen stammten. Sidonie wandte sich an Kaiser Maximilian II. und bat um eine Revision, dazu verließ sie heimlich Calenberg und reiste nach Wien. Kaiser Maximilian verfügte daraufhin, dass die Untersuchung am kaiserlichen Hof durchgeführt werden solle, überstellte aber die Angelegenheit an die Herzöge Julius und Wilhelm von Braunschweig.
Am 17. Dezember 1573 wurde die Angelegenheit unter großem öffentlichen Interesse in Halberstadt verhandelt, wobei alle damaligen Zeuginnen ihre Aussagen gegen Sidonie widerriefen und die Herzogin am 1. Januar 1574 in allen Anklagepunkten freigesprochen wurde.

### Klarissenkloster in Weißenfels
Von Wien aus reiste Sidonie im Oktober 1572 nach Dresden zu ihrem Bruder und dessen Frau. Anstatt des Schlosses Calenberg und ihres durch Herzog Erich einbehaltenen Silbers erhielt sie nach mehreren Vergleichen schließlich eine Entschädigung und eine lebenslange Rente. Kurfürst August überließ ihr das Kloster Sankt Claren in Weißenfels mit allen Einkünften und Zinsen, wo Sidonie wenige Jahre bis zu ihrem Tod lebte.
Herzog Julius von Braunschweig gelang es wegen des Widerstands Sidonies nicht, nach den finanziellen Angelegenheiten auch die Untersuchung wegen der Giftmischerei gütlich beizulegen. Sidonie schrieb Herzog Julius 1573: „weil Herzog Erichs beschwerlich ausgesprengte Bezichtigung mir nicht, wie man spricht, an die Kleider, sondern an die Ehr, welche das höchste und beste Kleinod sonderlich armen Weibsbildern in dieser Welt ist, geht.“
In ihrem Testament hatte Sidonie bestimmt, im Dom zu Freiberg bestattet zu werden, und ihren Unterhändlern beim Prozess in Halberstadt bedeutende Summen hinterlassen.

## Vorfahren
| Ahnentafel Sidonie von Sachsen | Ahnentafel Sidonie von Sachsen                                                                       | Ahnentafel Sidonie von Sachsen                                                      | Ahnentafel Sidonie von Sachsen                                                      | Ahnentafel Sidonie von Sachsen                                                      | Ahnentafel Sidonie von Sachsen                                                                  | Ahnentafel Sidonie von Sachsen                                                             | Ahnentafel Sidonie von Sachsen                                                           | Ahnentafel Sidonie von Sachsen                                                           |
| ------------------------------ | --- | ----------------------------------------------------------------------------------- | ----------------------------------------------------------------------------------- | ----------------------------------------------------------------------------------- | ----------------------------------------------------------------------------------------------- | ------------------------------------------------------------------------------------------ | ---------------------------------------------------------------------------------------- | ---------------------------------------------------------------------------------------- |
| Ururgroßeltern                 | Kurfürst Friedrich I. von Sachsen (1370–1428) ⚭ 1402 Katharina von Braunschweig-Lüneburg (1395–1442) | Herzog Ernst der Eiserne (1377–1424) ⚭ 1412 Cimburgis von Masowien (1394/97–1429)   | Viktorin von Podiebrad (1403–1427) Anna von Wartenberg (1403–1427)                  | Smil von Sternberg († 1431) Barbara von Pardubitz († 1433)                          | Herzog Johann IV. zu Mecklenburg (1370–1422) ⚭ 1416 Katharina von Sachsen-Lauenburg (1400–1450) | Kurfürst Friedrich I. von Brandenburg (1371–1440) ⚭ 1401 Elisabeth von Bayern (1383–1442)  | Wartislaw IX. (1400–1457) ⚭ 1420 Sophia von Braunschweig-Lüneburg († 1462)               | Herzog Bogislaw IX. (um 1407/1410–1446) ⚭ 1432 Maria von Masowien (um 1410–1454)         |
| Urgroßeltern                   | Kurfürst Friedrich II. (1412–1464) ⚭ 1431 Margaretha von Österreich (1416–1486)                      | Kurfürst Friedrich II. (1412–1464) ⚭ 1431 Margaretha von Österreich (1416–1486)     | König Georg von Podiebrad (1420–1471) ⚭ 1441 Kunigunde von Sternberg (1425–1449)    | König Georg von Podiebrad (1420–1471) ⚭ 1441 Kunigunde von Sternberg (1425–1449)    | Herzog Heinrich IV. zu Mecklenburg (1417–1477) ⚭ 1432 Dorothea von Brandenburg (1420–1491)      | Herzog Heinrich IV. zu Mecklenburg (1417–1477) ⚭ 1432 Dorothea von Brandenburg (1420–1491) | Erich II. von Pommern-Wolgast (1425–1474) ⚭ 1451 Sophia von Pommern-Stolp (um 1435–1497) | Erich II. von Pommern-Wolgast (1425–1474) ⚭ 1451 Sophia von Pommern-Stolp (um 1435–1497) |
| Großeltern                     | Herzog Albrecht der Beherzte (1443–1500) ⚭ 1464 Sidonie von Böhmen (1449–1510)                       | Herzog Albrecht der Beherzte (1443–1500) ⚭ 1464 Sidonie von Böhmen (1449–1510)      | Herzog Albrecht der Beherzte (1443–1500) ⚭ 1464 Sidonie von Böhmen (1449–1510)      | Herzog Albrecht der Beherzte (1443–1500) ⚭ 1464 Sidonie von Böhmen (1449–1510)      | Herzog Magnus II. (1441–1503) ⚭ 1478 Sophie von Pommern (1460–1504)                             | Herzog Magnus II. (1441–1503) ⚭ 1478 Sophie von Pommern (1460–1504)                        | Herzog Magnus II. (1441–1503) ⚭ 1478 Sophie von Pommern (1460–1504)                      | Herzog Magnus II. (1441–1503) ⚭ 1478 Sophie von Pommern (1460–1504)                      |
| Eltern                         | Herzog Heinrich der Fromme (1473–1541) ⚭ 1512 Katharina von Mecklenburg (1487–1561)                  | Herzog Heinrich der Fromme (1473–1541) ⚭ 1512 Katharina von Mecklenburg (1487–1561) | Herzog Heinrich der Fromme (1473–1541) ⚭ 1512 Katharina von Mecklenburg (1487–1561) | Herzog Heinrich der Fromme (1473–1541) ⚭ 1512 Katharina von Mecklenburg (1487–1561) | Herzog Heinrich der Fromme (1473–1541) ⚭ 1512 Katharina von Mecklenburg (1487–1561)             | Herzog Heinrich der Fromme (1473–1541) ⚭ 1512 Katharina von Mecklenburg (1487–1561)        | Herzog Heinrich der Fromme (1473–1541) ⚭ 1512 Katharina von Mecklenburg (1487–1561)      | Herzog Heinrich der Fromme (1473–1541) ⚭ 1512 Katharina von Mecklenburg (1487–1561)      |
| Sidonie von Sachsen            | |                                                                                     |                                                                                     |                                                                                     |                                                                                                 |                                                                                            |                                                                                          |                                                                                          |